# Josep Coll Vilaclara
Josep Coll Vilaclara (Sallent de Llobregat, 8 de abril de 1882-Barcelona, 20 de octubre de 1920) fue un arquitecto modernista español. 
Estudió en la Escuela de Arquitectura de Barcelona, donde se tituló en 1908. Fue arquitecto municipal de Tárrega, donde fue autor de la casa Càrcer (1909-1910). Otras obras suyas son: la casa Anna Salvadó de Guitart en Barcelona (1909-1912); la casa Antoni Serra Feliu (1909-1910) y la casa Mateu Serra Buixó  (1910) en San Andrés de Llavaneras; y el Hotel Mundial (1910) y el almacén Ramon Cots (1913) en Manresa.